# Solanum lepidotum
Solanum lepidotum är en potatisväxtart som beskrevs av Michel Félix Dunal. Solanum lepidotum ingår i släktet skattor som ingår i familjen potatisväxter. Inga underarter finns listade i Catalogue of Life.